# Даниловский сельсовет (Дмитровский район)
Даниловский сельсовет — упразднённая административно-территориальная единица, существовавшая на территории Московской губернии и Московской области до 1954 года.
Даниловский сельсовет был образован в первые годы советской власти. По данным 1918 года он входил в состав Дмитровской волости Дмитровского уезда Московской губернии.
В 1923 году к Даниловскому с/с были присоединены Власковский, Овсянниковский и Мало-Прокошевский с/с.
По данным 1926 года в состав сельсовета входили слобода Даниловская, посёлок Даниловский, деревни Власково, Овсянниково, Постниково и Малое Прокошево, детдом Данилово № 3 и Тишоновское лесничество.
В 1929 году Даниловский с/с был отнесён к Дмитровскому району Московского округа Московской области.
17 июля 1939 года к Даниловскому с/с были присоединены Вороновский (селения Вороново и Соколово) и Жестылевский (селения Жестылево и Торговцево) с/с
14 июня 1954 года Даниловский с/с был упразднён. При этом его территория вошла во Внуковский с/с.